# Danival Milagres Coelho
Danival Milagres Coelho (ur. 4 września 1976 w Senhora dos Remédios) – brazylijski duchowny katolicki, biskup pomocniczy Goiânia od 2024.

## Życiorys
Święcenia kapłańskie przyjął 29 czerwca 2002 i został inkardynowany do archidiecezji Mariany. Pracował głównie jako duszpasterz parafialny, był też m.in. archidiecezjalnym duszpasterzem powołań, dyrektorem instytutów filozoficznego i teologicznego przy seminarium w Marianie, duszpasterzem akademickim oraz wikariuszem generalnym ds. duchowieństwa.
2 lutego 2024 papież Franciszek mianował go biskupem pomocniczym archidiecezji Goiânia oraz biskupem tytularnym Vatarby. 6 kwietnia 2024 otrzymał święcenia biskupie w Bazylice Świętego Józefa Robotnika w Barbacenie. Udzielił mu ich arcybiskup Goiânia João Justino de Medeiros Silva.